# Danny Webber
Daniel "Danny" Vaughn Webber (Mánchester, Inglaterra, 28 de diciembre de 1981) es un futbolista inglés, se desempeña como delantero y actualmente está en el Doncaster Rovers del Football League Championship de Inglaterra.

## Clubes
| Club              | País       | Año         | Partidos | Goles |
| Manchester United | Inglaterra | 1999 - 2001 | 0        | 0     |
| Port Vale FC      | Inglaterra | 2001        | 4        | 0     |
| Manchester United | Inglaterra | 2001 - 2002 | 0        | 0     |
| Watford FC        | Inglaterra | 2002 - 2005 | 72       | 21    |
| Sheffield United  | Inglaterra | 2005 - 2009 | 114      | 23    |
| Portsmouth FC     | Inglaterra | 2009 - 2011 | 25       | 1     |
| Leeds United      | Inglaterra | 2012        | 13       | 1     |

- Datos: Q3015330
- Multimedia: Danny Webber / Q3015330